# Óriás Nándor

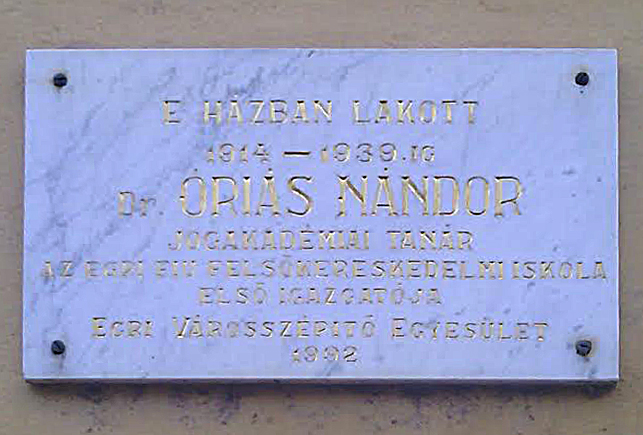
Emléktáblája az egri Érsekudvarban (Széchenyi út 5.)

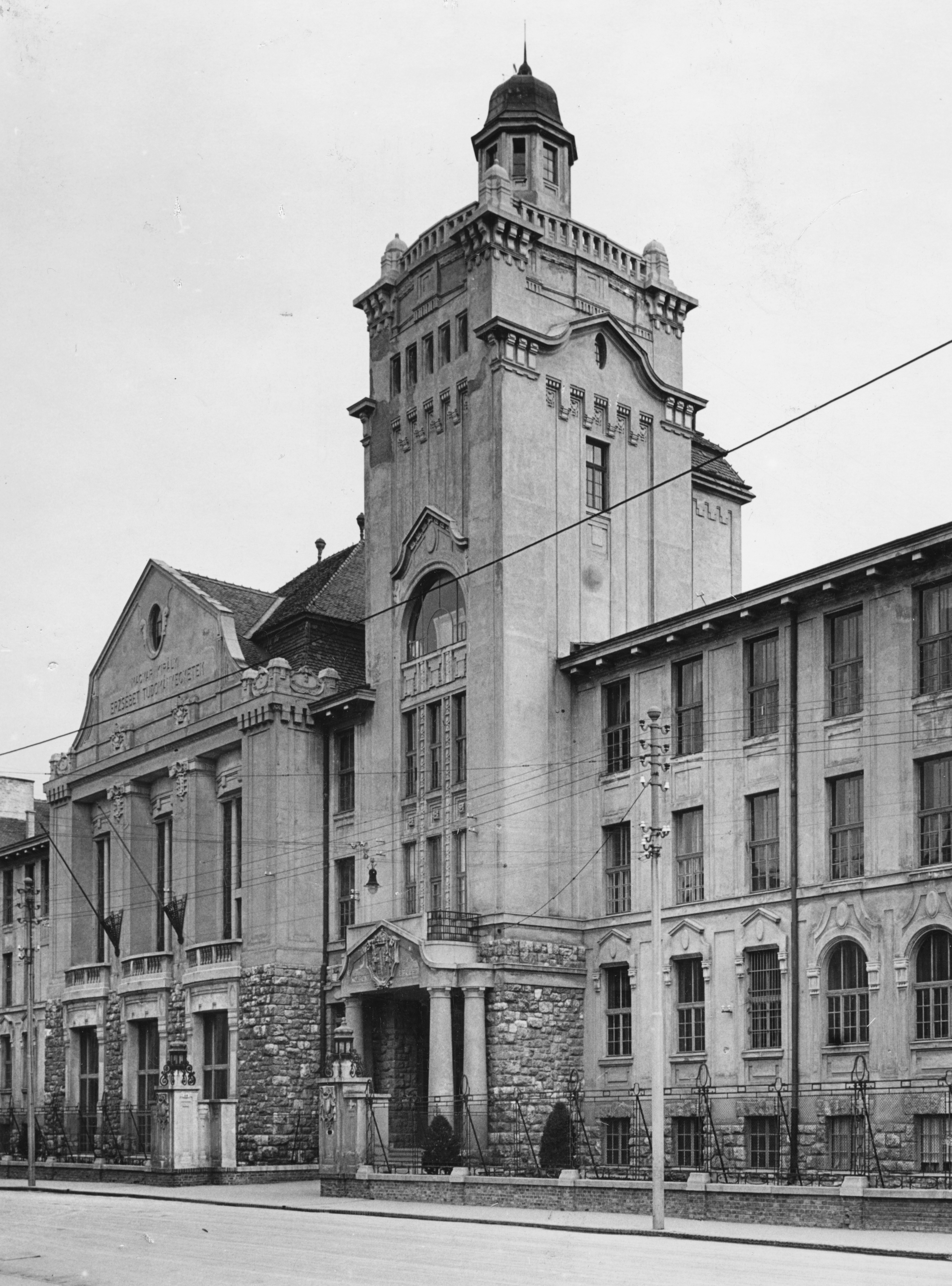
Óriás Nándor 1939-1955 között a Pécsi Egyetemen tanított.

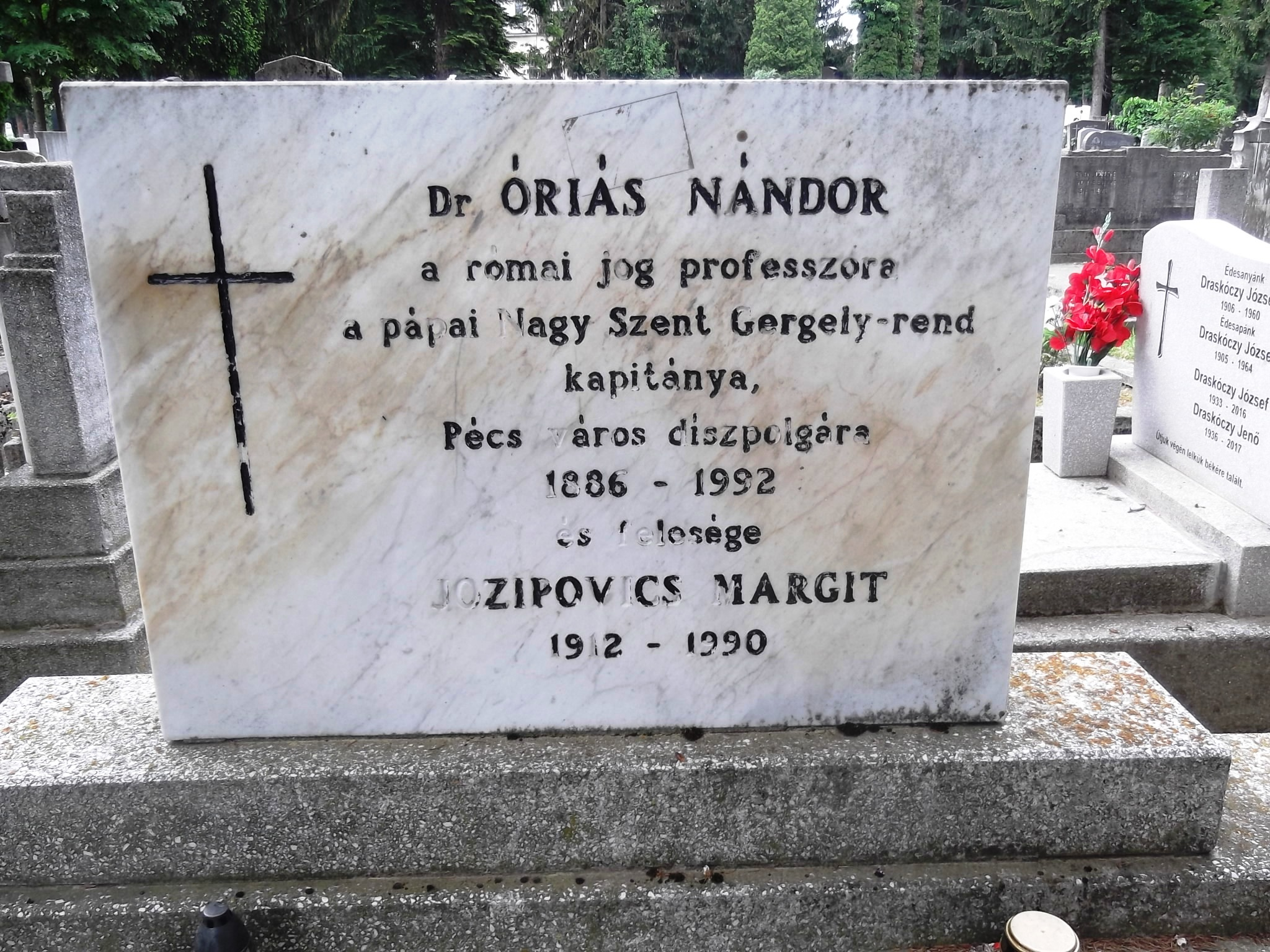
Dr. Óriás Nándor egyetemi tanár (1886-1992) Pécs diszpolgára és felesége Jozipovics Margit (1912-1990) sírja. Pécsi Köztemető. Parcella: i, Sor: XXIV., Sírhely: 36.

Óriás Nándor, született Turóczy (Gyulafehérvár, 1886. október 24. – Kaposvár, 1992. március 21.) magyar ügyvéd, egyetemi tanár, Pécs díszpolgára.

## Élete
Szülei falusi székely kisemberek voltak, akik a nélkülözéssel együtt járó szűkös megélhetési nehézségeik miatt már az 1880-as években Romániába költöztek át, ahonnan többé már vissza sem tértek Magyarországra. 1887-től anyjának (Túróczy Ágnes) testvére nevelte, akinek férje, Óriás György a gyulafehérvári várban működő kisiparosi munkájával tartotta el szerény körülmények között feleségét és gyámfiát.
Nagyon jó tanuló volt. 17 évesen már érettségizett a helyi katolikus főgimnáziumban, tanárai közül meleg szeretettel emlékezett meg Iszpovni János matematika, Bálint György történelem, Rass Károly magyar és latin és Péter János magyar és német szakos tanáraira. Kitűnő latin nyelvtudása miatt Majláth Gusztáv Károly erdélyi püspök íródeákjaként maga mellé vette. Egyetemre először a Pázmáneumra járt, mint papnövendék, de meggondolta magát, és a Budapesti Magyar Királyi Tudományegyetemen latin és történelemtanári szakot végezte el, a Kolozsvári Magyar Királyi Ferenc József Tudományegyetemen pedig államtudományi, majd jogtudományi diplomát is szerzett. 1912 tavaszán a Vallás- és Közoktatásügyi Minisztérium 1912 májusában a Vallás- és Közoktatásügyi Minisztériumban kapott állást. 1914 őszén az Egri Római Katolikus Jogakadémián a római jog tanára lett. 1923-ban az érsek az Egri Római Katolikus Négyévfolyamú Fiú Felsőkereskedelmi Iskola igazgatójának nevezte ki és 1939-ig tanított itt. 1930-ban a Pécsi Erzsébet Tudományegyetemen magántanári címet szerzett. 
1925. január 25-től 1927. június 19-ig ő volt a főszerkesztője az Egri Népújságnak. A Pécsi Tudományegyetem Jog- és Államtudományi Kara meghívására 1939. június 23-án egyetemi rendkívüli tanár lett. 1940 októberében nyilvános rendes tanári kinevezést kapott. Az 1944-1945-ös tanévben a kar dékánja, 1939-1955 között a Római Jogi Tanszék vezetője volt. „A támadások akkor erősödtek fel ellene, amikor nem vállalta, hogy a kari pártbizottság kérésére az előre megírt ideológiai tartalmú békepropaganda beszédet elmondja. A visszautasított beszéd miatti nemtetszést Szamel Lajos, a Pártszervezet vezetője fogalmazta meg ellene a Kari Tanács 1955. május 14-én tartott rendkívüli ülésén. Szamel Lajos szavai meghallgatásra találtak, a „megfelelő lépéseket” a párt megtette Óriás eltávolítására. Kocsis Mihály dékán a Kar helyzetéről készített jelentésében Óriást jobboldali nézetekkel vádolta". Ld.: Pécsi Tudományegyetem Állam- és Jogtudományi Karának 1955. évi május hó 14-én tartott rendkívüli kari tanácsüléséről készült jegyzőkönyv, 9-10”.
1955-ben "reakciósnak" tekintve nyugállományba helyezték. Nyugdíjazása előkészítése és véleményezése ügyében egy négytagú bizottságot hozatott létre az Felsőoktatási Minisztérium, melynek tagjai Beér János és Világhy Miklós budapesti, valamint Kovács István szegedi, továbbá Szabó Imre az MTA Állam- és Jogtudományi Intézet igazgatója volt. Mind négy bíráló megbízható káder volt, 1945 után az Igazságügyi Minisztériumban dolgoztak hosszabb-rövidebb ideig, majd tanszékvezető egyetemi tanári kinevezést nyertek, az államszocialista korszak vezető jogászai voltak. A négytagú bizottság Óriás Nándor előadásait meghallgatta. Óriás Nándor szerényen azt mondta a bíráló bizottságnak, hogy nem tartja magát a római jogi tudomány fejlesztésére hivatott tudósnak, de jó iskolamesternek igen. Erre azt a választ kapta, hogy az Egyetemnek nem jó iskolamesterekre, hanem tudósokra van szükségük. Javaslatuk alapján Sulán Béla a Felsőoktatási Minisztérium főosztályvezetője kezdeményezte Óriás Nándor nyugdíjaztatását Kocsis Mihály dékánnak. Ezt követően továbbra is Pécsett élt, csak élete végén került Kaposvárra. 
1986 februárjában 100. születésnapja alkalmából II. János Pál pápa a Szent Gergely Lovagrend parancsnoki fokozatával tüntette ki. 1992-ben megkapta a Magyar Népköztársaság Zászlórendjét. Pécs városa 1991-ben díszpolgári címmel tüntette ki. 1992-ben az Egri Városszépítő Egyesület emléktáblát helyezett el tiszteletére az Érseki Palota északi, az úgynevezett „Érsekudvarra” (Széchenyi út 5. sz.) néző falán.
Felesége Jozipovics Margit (1912-1990) volt.

## Emlékezete
- Róla nevezték el Pécsett a PTE Állam- és Jogtudományi Karán az Óriás Nándor Szakkollégiumot.[6] A Pécsi Tudományegyetem Állam- és Jogtudományi Karának Kari Tanácsa – a Hallgatói Önkormányzati Testület kezdeményezésére – 2012 decemberében úgy határozott, hogy az Óriás Nándor Szakkollégium a jövőben a Kar szervezeti egységeként folytatja tevékenységét.
- Szecskó Károly. Az Egri Domus Universitatis és Líceum. 1763-2013. Eger. 2013. Líceum Kiadó. Századok. 2014.„Bartók Bélára hárult az Egri Római Katolikus Fiú Felső Kereskedelmi Iskola (1921) történetének megírása is. Először arról szólt, hogy az iskola megalapításáig hogyan folyt a kereskedelmi oktatás hazánkban. A szerző az intézmény történetét a következőképpen szakaszolta: Az iskola alapítása (1921-1924). Az Óriás-korszak (1923-1939). Ezt követően a tanulók társadalmi viszonyait elemezte rendkívül alaposan, példamutatóan. Óriás Nándor egyetemi tanári kinevezése után (1939) Angyal Lajost bízták meg az intézmény igazgatásával.”[7]
- Óriás Nándor emlékérem. Alapította az egri Andrássy György Katolikus Közgazdasági Középiskola 2003-ban. Új Ember. 2016-05-01/ 18. (3532.) szám.[8]
- Búzás Huba. Tizenöt vaságy- a forradalomban. – Egy nemzetőrraj története – A félelmetes prof – Óriás Nándor – mondása volt, hogy a római jogot hétszer kell megtanulni. Nem elolvasni! – megtanulni; mert aki csak – mondjuk – háromszor vagy négyszer tanulja meg, már megbukott, csak még nem tudja. Tartotta is szavát; minden évfolyam fele-háromnegyede elhullott a rómaijog-szigorlatokon. Napút. 2016-10-1/ 8. szám.[9]